# RaNi Music♪
RaNi Music♪（ラニィ・ミュージック）は、ラジオNIKKEI第2放送の平日編成（原則8:30-19:00）で放送されているノンDJ・ワンフォーマット型の音楽番組である。
2013年6月24日にワンフォーマット型の音楽番組『RN2』（アール・エヌ・ツー）として開始し、2019年4月1日に改題した。
この項目ではラジオNIKKEI第1放送で放送されている『RaNi Music♪出張版』（ラニィ・ミュージック しゅっちょうばん）についても記述する。

## 概要
1963年9月2日に開局したラジオNIKKEI第2放送は、平日には主に大阪証券取引所からの株式市況を中心に放送を行っていたが、2001年4月から、ビー・エス・コミュニケーションズ（BSC→BSラジオNIKKEI）の開局に伴い、編成を縮小し、平日の定時放送を休止していた。その後、BSラジオNIKKEIの廃止に伴い、2006年4月から、株式市況放送を中心とした平日放送を再開したが、2009年3月に個別銘柄の取引実況の放送が終了し、以降は第1放送のサイマル放送となった（2011年3月から12月は東日本大震災に伴う省エネ・節電対策として平日の定時放送を再び休止していた）。そして2012年10月をもって株式市況放送中心から音楽中心の編成にシフトチェンジした。当初は過去にラジオNIKKEIで放送されていた音楽番組のストックを再放送していた。
なお、開局以来土日・祝日などの第2放送は中央競馬の西日本地区（阪神競馬場・京都競馬場・中京競馬場・小倉競馬場）の実況を放送している（中央競馬実況中継 (日経ラジオ社)参照）。

### RN2
2013年6月24日より、第2放送自体の愛称を「RN2」とし、主に30-40代のビジネスマンをターゲットに、radikoでの聴取によるBGMとしての利用を念頭に置いた、それぞれの時間帯や時期にテイストを合わせた音楽をノンストップで放送するようになった。2014年3月14日より一部を除く平日編成の番組タイトルが「RN2 + 放送開始時の数字（放送開始時刻が8時00分であれば「RN2 8」、22時00分では「RN2 22」など）」で統一され、1時間から3時間ごとのゾーン編成を敷いた。ノンDJのプログラムだけでなく、パーソナリティーによるトークも放送した。
やがて1時間1単位のパターン編成をへて、2014年3月17日からは、1時間あたり20分×3番組のパターンとした。この時期は第2放送の放送時間を8:00-23:00に延長していた。
楽曲の構成としてはポップスのみで、洋邦バランス構成の楽曲ラインナップとなっている。洋楽・邦楽を1～2曲連続で流した後、必ず対となるジャンルに入れ替えている。洋楽ファンに対する配慮や、日本の放送局であることのアピールのため、このような措置に留まっている。短波放送の性質によるスピルオーバーの観点によるもので、同様の措置として、中国語、朝鮮語（主に韓国語）、ロシア語といった近接諸国の主要言語曲は掛けていない。大量の楽曲を扱うため、権利の事情でインターネット配信が不可能な楽曲の場合、radikoでは環境維持の観点から著名なインストゥルメンタル（予定曲のインストゥルメンタル版が最優先）に差し替えている。

### RaNi Music♪
2019年4月1日から、平日編成すべての番組タイトルが『RaNi Music♪』となった。「ラニィ（Rani）」とはラジオNIKKEIの公式マスコットキャラクターの名である。この日より1時間1番組のパターンに戻すとともに、放送終了時刻を原則21:30に繰り上げた。その後2020年1月1日には20:00終了、さらに同年7月1日以後は開始時刻も繰り下げとなり、8:30-19:00の放送となった。これに伴い『エレマガラジオDX』『LOGOSpresents CAMP RADIO』などは第1放送に移動した。
2020年までは「RN2」の編成を踏襲していたが、2021年1月4日より、一部の番組を除きradikoのタイムフリー聴取を念頭に置いて、「ず～っと音楽、ほぼトークなし 仕事がはかどるBGMラジオ」をコンセプトとして、1番組を原則最大3時間単位とする編成に改められた（3時間はタイムフリーの1番組枠で連続聴取可能な最大時間である）。
平日の通常編成では、毎時8分に2分程度のCMが挿入されている。ただし、17:10から放送されているRaNi Music♪ Eveningでは17:58からCM挿入、18:00から放送終了時間までのCM挿入はない。
年末年始は、土日であっても中央競馬の開催が行われないため、RaNi Music♪の特別編を放送するが、年度により18時まで放送延長することがある。

## 時間ごとの編成
（2022年4月1日以降）
※平日の特定日に中央競馬中継を放送する場合はその前後の、8:30-9:00および、17:00-19:00の放送となる。
- 8:00 放送開始アナウンス
- 8:01-9:00 RaNi Music♪ Start
  - 原則毎月最終金曜日の8:01-8:30は農のミライ
- 9:00-12:00 RaNi Music♪ Morning
- 12:00（金曜のみ13:08）-15:00 RaNi Music♪ Day
  - 金曜のみ12:00-13:08 RaNi Music♪ Request Hour（DJ・柳井麻希）
- 15:00-17:00 RaNi Music♪ Afternoon
- 17:00-17:10 川口技研・My Humming Time（DJ・沢口みなみ）
- 17:10-18:59（最終金曜日を除く） RaNi Music♪ Evening
  - 最終金曜日の上記時間帯 RaNi's Monthly Playlist
- 18:59 放送終了アナウンス

## RaNi Music♪出張版
RaNi Music♪出張版(ラニー・ミュージック 出張版)はラジオNIKKEI第1放送で放送されている音楽番組。通常編成では夜の2回に分けて放送されているが、特別編成日は19:30-19:50 RaNi Music♪AfterDinnerのみであったり、別番組などにより放送されない場合がある。
放送時間
月～金曜
- 19:30-19:50 RaNi Music♪AfterDinner
- 21:00-21:30 RaNi Music♪Night

## RaNi Music♪ Remember
RaNi Music♪ Remember（ラニィー・ミュージック リメンバー）はラジオNIKKEI第1放送で放送されていた音楽番組。2022年4月以降はRaNi Music♪出張版に移行した。
通常の『RaNi Music♪』と異なり、旧盤に限定した選曲がなされるのが特徴である。
放送時間
月～金曜 21:15-21:30（2019年10月改編以後 - ）
- 2019年4月から10月まで - 月曜 21:30-22:30、火曜・水曜 21:30-22:00

2020年4月1日から6月30日にかけては、第2放送でも毎月第1週のみ、普段放送休止に充てている21:15-21:30に放送された。

## ネット局
愛媛県のRNBラジオ（f-nan）で、日曜日の15:00-16:00に『RaNi Music♪』のダイジェスト版を放送したことがあった。